# Bo Roberson
Irvin Roberson, detto Bo (Blakely, 23 luglio 1935 – Pasadena, 15 aprile 2001), è stato un lunghista e giocatore di football americano statunitense.

## Biografia
Ai Giochi olimpici di Roma 1960 vinse la medaglia d'argento nella gara di salto in lungo.

## Palmarès
| Anno | Manifestazione  | Sede | Evento         | Risultato | Prestazione | Note |
| ---- | --------------- | ---- | -------------- | --------- | ----------- | ---- |
| 1960 | Giochi olimpici | Roma | Salto in lungo | Argento   | 8,11 m      |      |